# Ролингс, Марджори Киннан
Ма́рджори Ки́ннан Ро́лингс (англ. Marjorie Kinnan Rawlings; 8 августа 1896 — 14 декабря 1953) — американская писательница. Жила во Флориде и в своих произведениях широко описывала природу Флориды и её обитателей. Её самая известная работа, повесть «Сверстники», получила в 1939 году Пулитцеровскую премию за художественную книгу и позже, в 1946 году, была экранизирована под одноимённым названием (которое в русскоязычных источниках, тем не менее, обычно переводится как «Оленёнок»).

## Биография
Марджори Киннан родилась в 1896 году в Вашингтоне (округ Колумбия), США в семье Артура Фрэнка Киннана (англ. Arthur Frank Kinnan), поверенного в Офисе патентов и торговых марок США, и Иды Мэй Трэфаджэн Киннан (англ. Ida May Traphagen Kinnan). Марджори росла в Бруклине, и уже в шесть лет она интересовалась писательским творчеством. В 15 лет она опубликовала рассказ под названием «Реинкарнация мисс Хэтти».
В 1918 году Киннан получила степень по английскому языку, отучившись в Висконсинском университете в Мадисоне. Затем в 1919 году она вышла замуж за Чарльза Ролингса англ. Charles Rawlings и взяла себе его фамилию, получив двойную фамилию Киннан Ролингс.
В 1928 году приобрела участок в отдалённой местности во Флориде, где прожила много лет, занимаясь литературным творчеством, и где ныне расположен её дом-музей.